# Organizacja i Kierowanie
„Organizacja i Kierowanie” – kwartalnik naukowy ukazujący się od 1975.

## Opis
Czasopismo jest wydawane przez Komitet Nauk Organizacji i Zarządzania Polskiej Akademii Nauk i Kolegium Zarządzania i Finansów Szkoły Głównej Handlowej w Warszawie.
Kwartalnik znajduje się w wykazie czasopism naukowych prowadzonym przez Ministra Nauki i Szkolnictwa Wyższego z przyznaną liczbą 40 punktów.